# 色紙千尋
色紙 千尋（しきし ちひろ、1991年11月29日 - ）は、セント・フォース所属のタレント、フリーアナウンサー。

## 経歴
成蹊大学理工学部物質生命理工学科卒業。2011年にはミス成蹊グランプリに選ばれた。2012年10月からフジテレビの早朝番組『めざにゅ〜』のお天気キャスター（木・金曜日）でテレビ番組デビューを果たす。
2013年12月12日付でこれまでのスプラウトから親会社のセント・フォースに転籍。同時にブログ開設。スプラウト社設立後に所属した人物の中では、親会社への転籍第1号となった。
2020年2月25日、結婚したことを自身のブログで報告した。

## 人物
- 出身地：東京都
- 身長：158cm
- 特技：ピアノ、エレクトーン
- 趣味：カフェ巡り、茶道
- 色素が薄く茶色、時には青くも見える瞳が特徴。カラーコンタクトは入れていない[4]。色素が薄いため、日差しが強い晴れの日は瞼を開けられないほど眩しいという。

## 主な出演番組
- めざにゅ〜（フジテレビ、2012年10月4日 - 2014年3月26日） - 木・金曜日担当→水曜日「イマ知り」担当[5]
- 超平凡博士★タナカ（TBSテレビ、2012年10月6日 - 2013年3月30日）[6]
- 速報! 2014 FIFAワールドカップ（テレビ東京、2014年6月10日 - 7月14日） - MC、玉木碧と交代で担当
- スクールライブショー（NHK Eテレ、2014年10月3日 - ） - アシスタント
- トレセンまるごと情報局（グリーンチャンネル、2016年1月7日 - 2018年12月26日） - 美浦トレーニングセンター担当レポーター
- 2016凱旋門賞前哨戦中継 第1部（ニエル賞、ヴェルメイユ賞）、第2部 （フォワ賞）（グリーンチャンネル、2016年9月11日 - 9月12日） - 番組進行、大澤幹朗とWキャスト
- 先週の結果分析（グリーンチャンネル、2019年1月7日 -　）
- Abema News（ABEMA):キャスター[7]
- AbemaMorning/みんなの運動（2019年2月4日、5日、ABEMA）[8][9]